# 御木茂則
御木 茂則（みき しげのり）は日本の撮影技師。日本映画学校（現・日本映画大学）
卒業。

## 主な作品

### 映画
- 『七人のおたく』（助手・1992年）
- 『トカレフ』（助手・1994年）
- 『ヤクザタクシー　893　TAX』（助手・1994年）
- 『勝手にしやがれ!!　強奪計画』（助手・1995年）
- 『勝手にしやがれ!!　脱出計画』（助手・1995年）
- 『ひっとべ』（助手・2001年）
- 『奈緒子』(撮影補・2008年)
- 『生きてるものはいないのか』(撮影補・2012年)
- 『ほっこまい 高松純情シネマ』(照明・2009年)
- 『孤独な惑星』(照明・2011年)
- 『kasanegafuti』(照明・2011年)
- 『夜が終わる場所』(照明・2011年)
- 『友だちのいる孤独』（撮影・1991年）
- 『部屋/THE ROOM』(撮影・1993年)
- 『なるしまフレンド 俺っち自転車道』(撮影・2010年)
- 『バッハの肖像 LFJより』(撮影・2010年)
- 『フレーフレー山田 忘れないための映像記録』(監督/撮影・2011年)
- 『希望の国』(撮影・2012年)
- 『華魂』(照明・2013年)